# Herbert Bliss (ballerino)
Herbert Harvey Bliss (Kansas City, 21 gennaio 1923 – San Mateo, 18 aprile 1960) è stato un danzatore statunitense, primo ballerino del New York City Ballet dal 1948 al 1957.

## Biografia
Herbert Bliss nacque in Missouri nel 1923 e nei primi anni quaranta si trasferì con la famiglia in Texas. Dopo il diploma si trasferì a New York per studiare alla School of American Ballet. Tra il 1944 e il 1948 danzò con il Ballet Russe de Monte Carlo e nel 1948 fu scritturato dal New York City Ballet in qualità di primo ballerino; nello stesso anno posò per una serie di fotografie di George Platt Lynes. Dopo nove anni con la compagnia diede il suo addio alle scene per aprire una scuola di danza a Cleveland. 
Morì in un incidente stradale nel 1960 all'età di 37 anni.